# Phyllachora eupatorii
Phyllachora eupatorii är en svampart som först beskrevs av Berk. & M.A. Curtis, och fick sitt nu gällande namn av Pier Andrea Saccardo 1883. Phyllachora eupatorii ingår i släktet Phyllachora och familjen Phyllachoraceae.   Inga underarter finns listade i Catalogue of Life.